# Hadsund Skole-Orkester
Hadsund Skole-Orkester forkortet HSO, er et dansk messingblæseorkester der blev grundlagt i 1932 i Hadsund og er Danmarks og Nordens ældste skoleorkester. Orkestret fik sit nuværende navn i 1952, og har siden 1971 også optaget piger. Hadsund Skole Orkester har spillet for Frederik 9. og Dronning Margrethe 2. I 1939 startede lærer ved Hadsund Realskole K. A. Knudsen Hadsund Realskoles Drengeorkester det bestod af 5 drenge. Hadsund Skole-Orkester har siden 1951 optrådt i rød-hvide uniformer. Skoleorkestret har deres kontor og øverum i Hadsund KulturCenter.